# Alanta
Alanta (ryska: Аланта) är en ort i Litauen. Den ligger i den östra delen av landet, 70 km norr om huvudstaden Vilnius. Alanta ligger 115 meter över havet och antalet invånare är 450.
Terrängen runt Alanta är huvudsakligen platt. Alanta ligger nere i en dal. Runt Alanta är det glesbefolkat, med 19 invånare per kvadratkilometer. Närmaste större samhälle är Molėtai, 14,9 km sydost om Alanta. Omgivningarna runt Alanta är en mosaik av jordbruksmark och naturlig växtlighet.